# Иван Грозни (филмова поредица)
„Иван Грозни“ (на руски: Иван Грозный) е частично реализирана поредица от филми на руския режисьор Сергей Айзенщайн.
По замисъл тя трябва да включва три пълнометражни филма, посветени на живота на цар Иван IV Грозни:
- „Иван Грозни. Първа серия“ (1945)
- „Иван Грозни. Втора серия“ (1958)
- „Иван Грозни. Трета серия“ (незавършен)

Замислена в края на Втората световна война, на поредицата се придава голямо политическо значение, като подготовката ѝ се следи лично от съветския диктатор Йосиф Сталин. Първите два филма са заснети паралелно и първият от тях излиза на екраните в началото на 1945 година, с голям успех пред казионната критика, като екипът на филма получава за него Сталинска награда. Вторият филм обаче предизвиква недоволството на Сталин и Айзенщайн е обвинен, че представя в лоша светлина Иван Грозни и „прогресивната войска на опричниците“. В резултат на това първият филм е спрян от прожекции и Айзенщайн до края на живота си прави опити да адаптира втория към изискванията на цензурата. Вторият филм е показан за пръв път след смъртта на Сталин, през 1958 година, а от третия са заснети само отделни сцени.